# سنجق حماة
سنجق حماة سنجق عثماني كان يقع في أقصى شمال ولاية سوريا. تمتد حدوده بين ولاية حلب شمالاً وشرقاً وسنجق دمشق جنوباً وبين سنجق اللاذقية وطرابلس الشام ضمن ولاية بيروت غرباً. في عام 1914، كان السنجق يضم مركز حماة ونواحي حمص وسلمية والعمرانية. بلغ عدد سكان السنجق 200,410 نسمة عام 1914، وكان بذلك ثاني أكبر سنجق سكاناً في الولاية بعد سنجق دمشق.

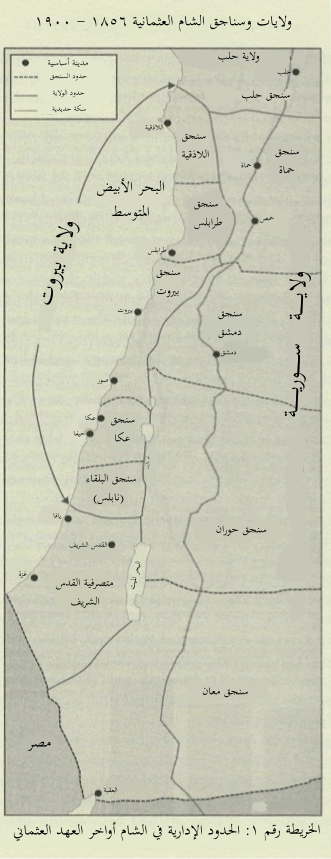
سنجق حماة في أواخر الحكم العثماني

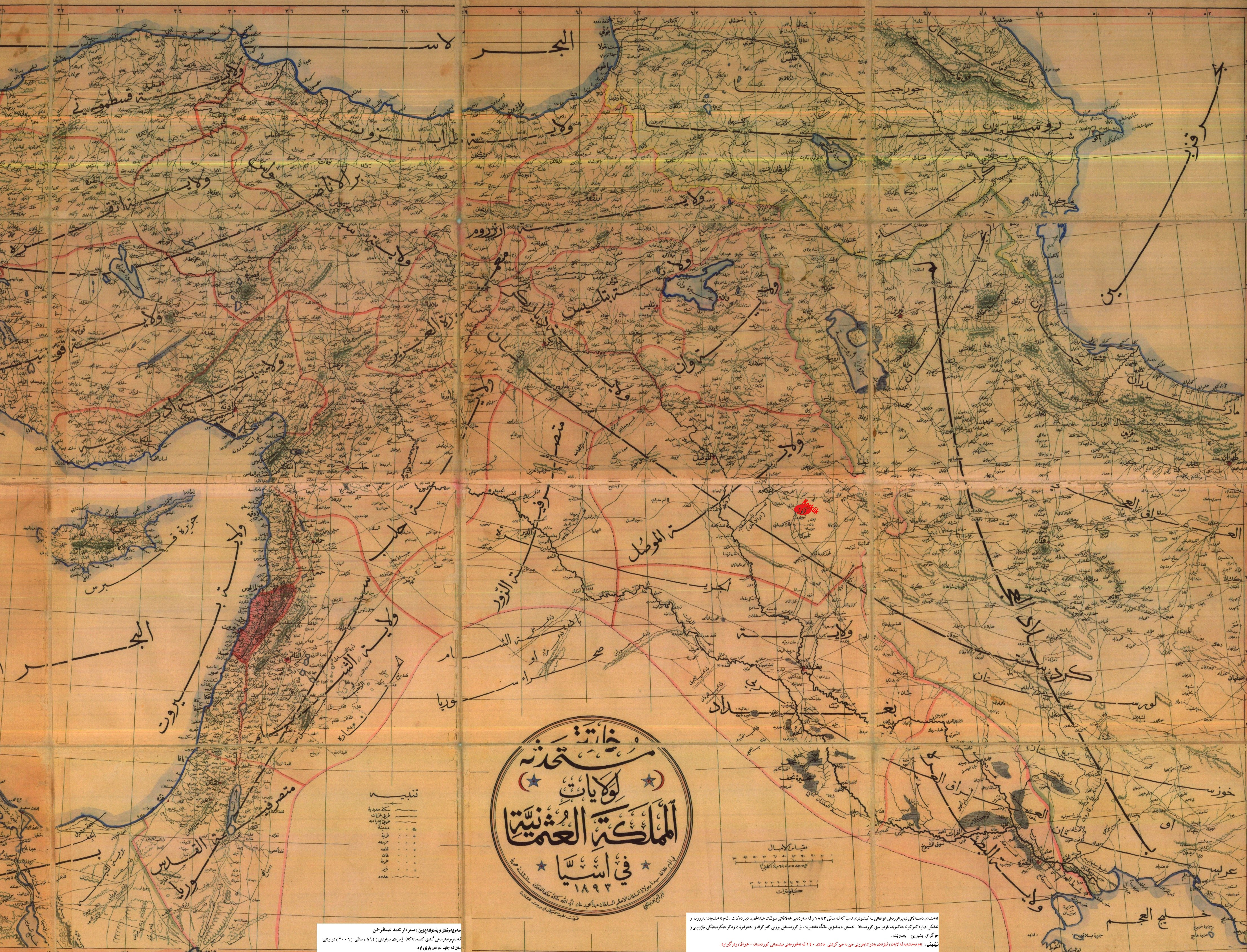
سنجق حماة في خارطة سورية العثمانية